# Jussi Veikkanen

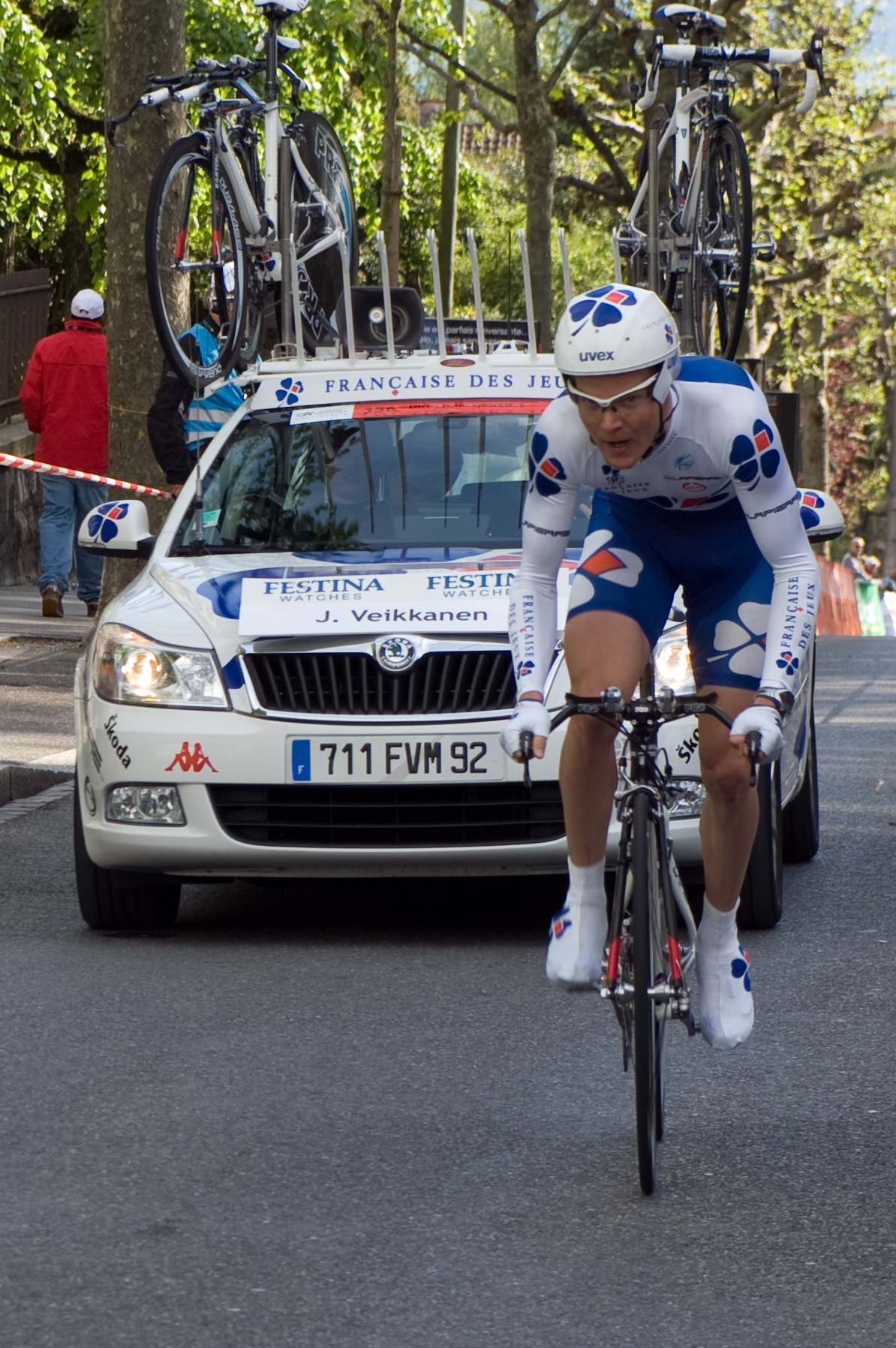
Jussi Veikkanen under 2009 års Romandiet runt.

Jussi Veikkanen, född 29 mars 1981 i Riihimäki, är en finländsk professionell tävlingscyklist. Han började sin karriär i det svenska stallet Mälarenergi 2002 och blev professionell med det franska UCI ProTour-stallet Française des Jeux 2005. Han kontrakterades av Omega Pharma-Lotto under säsongen 2011, men gick sedan tillbaka till FDJ-BigMat under 2012.
Veikkanen blev finländsk nationsmästare i linjelopp 2003, 2005, 2006 och 2008.

## 2008
Under säsongen 2008 vann Jussi Veikkanen den fjärde etappen av Route du Sud framför Nicolas Jalabert från Agritubel-stallet. I slutet av juli slutade han trea på Tour de Wallonies tredje etappen efter Greg Van Avermaet. I augusti slutade Veikkanen tvåa efter John Gadret på etapp 4 av Tour de l'Ain. Han vann även etapp 6 av Tyskland runt 2008 efter Maksim Iglinskij och Thierry Hupond.

## 2009
Under säsongen 2009 slutade Veikkanen trea på etapp 4 av Tour Méditerranéen bakom Robert Hunter och Luis León Sánchez Gil. Tävlingen slutade finländaren på andra plats bakom Sánchez Gil. Han fortsatte till Tour du Haut Var och slutade där tvåa på den första etappen bakom Luis León Sánchez.
Under den andra etappen av Tour de France 2009 vann Veikkanen tre klättringar och samlade därmed ihop 9 bergspoäng vilket gjorde att han fick cykla nästkommande etapp i den prickiga bergtröjan som ledare i bergstävlingen. Han höll tröjan under fyra dagar. Veikkanen vann etapp 1 och 2 av den finländska tävlingen Satakunnan Ajo. Han slutade på andra plats på Tour de Helsinki 2009 bakom landsmannen Kimmo Kananen. 

## 2010-2012
Under säsongen 2010 blev han finsk nationsmästare i linjelopp. Han vann också etapp 2 i Medelhavet runt.
Jussi Veikkanen skrev på ett kontrakt med Omega Pharma-Lotto inför säsongen 2011. Ett år därpå skrev han på ett kontrakt med FDJ-BigMat och gick därmed tillbaka till det stall med vilka han cyklat för under större delen av sin karriär..

## Meriter
1998
Finsk cyclo-crossmästare
1999
Finsk cyclo-crossmästare
2003
 Nationsmästerskapens linjelopp
2005
 Nationsmästerskapens linjelopp
2006
La Tropicale Amissa Bongo Ondimba
La Tropicale Amissa Bongo Ondimba, etapp 1
Tour du Poitou Charentes et de la Vienne, etapp 2
 Nationsmästerskapens linjelopp
2008
Etapp 4, Route du Sud
 Nationsmästerskapens linjelopp
Etapp 6, Tyskland runt
2009
Etapp 3, Tour de France, ledare av bergströjan
Etapp 1, Satakunnan Ajo
Etapp 2, Satakunnan Ajo
2010
 Nationsmästerskapens linjelopp
Etapp 1, Medelhavet runt

## Stall
- Team Mälarenergi (amatör) 2002–2003
- Française des Jeux 2005–2010
- Omega Pharma - Lotto 2011
- FDJ-Bigmat 2012